# Maciej Szańkowski
Maciej Szańkowski (ur. 6 lutego 1938 w Woli Libertowskiej) – polski rzeźbiarz, w latach 1982–2003 profesor PWSSP w Poznaniu (obecnie: Akademia Sztuk Pięknych w Poznaniu) i od roku 1996 profesor Wydziału Sztuk Pięknych Uniwersytetu Mikołaja Kopernika w Toruniu. Tworzy abstrakcyjne kompozycje z metalu, kamienia i sznurka, także z ceramiki, medale.

## Życie i twórczość
Ukończył Państwowe Liceum Technik Plastycznych w Zakopanem, gdzie uczył się w latach 1952–1957. Studiował na Wydziale Rzeźby w pracowni Jerzego Jarnuszkiewicza w Akademii Sztuk Pięknych Warszawie, gdzie uzyskał dyplom z wyróżnieniem w 1963 roku.
W latach 1963–1966 pedagog w Szkole Kenara w Zakopanem. W 1967 w czasie II Biennale Form Przestrzennych w Elblągu zrealizował rzeźbę "Ławeczka", którą do dzisiaj można oglądać w przestrzeni miejskiej. W 1971–1972 otrzymał stypendium rządu francuskiego. W latach 1982–2003 prowadził pracownię Rzeźby w PWSSP w Poznaniu, gdzie został profesorem tytularnym w 1991 roku.
Od 1996 roku kierownik Zakładu Rzeźby na Wydziale Sztuk Pięknych UMK w Toruniu, jako profesor zwyczajny.
Prezentował swoją twórczość na ponad 200 wystawach zbiorowych w Polsce oraz za granicą, miał ponadto 30 wystaw indywidualnych. Uzyskał szereg nagród, m.in.:
- 1979 – Nagroda im. Cypriana Kamila Norwida za najlepszą wystawę 1978 roku w Warszawie
- 1986 – Nagroda Ministra Kultury i Sztuki II stopnia za działalność pedagogiczną;
- 1989 – Nagroda Prezydenta Miasta St. Warszawy za działalność rzeźbiarską
- 1996 – Nagroda I st. Rektora UMK za osiągnięcia artystyczne
- 1999 – nagroda główna w konkursie na Pomnik Pontyfikatu Jana Pawła II w Poznaniu

W 2015 został odznaczony złotym Medalem „Zasłużony Kulturze Gloria Artis”.

### Ważniejsze realizacje
- 1972 – Grobowiec Rodziny Plutyńskich – Cmentarz w Wilanowie
- 1974 – Ad Astra[4] – stalowa kompozycja z 1974 zrealizowana przy ul. Egipskiej na Saskiej Kępie w Warszawie
- 1987 – Pomnik Sandomierzan – Ofiar II wojny światowej[5]
- 1993 – Pomnik Męczenników Terroru Komunistycznego 1944–1956 – pomnik przy kościele św. Katarzyny na Służewie w Warszawie (współpraca z architektem Sławomirem Korzeniowskim)
- 2002 – Enigma w Bletchley Park
- 2002 – Grobowiec Rodziny Micińskich – Cmentarz Powązkowski
- 2004 – Fontanna Pamięci – Wrocław (współpraca z architektem Tadeuszem Sawą-Borysławskim)

## Galeria

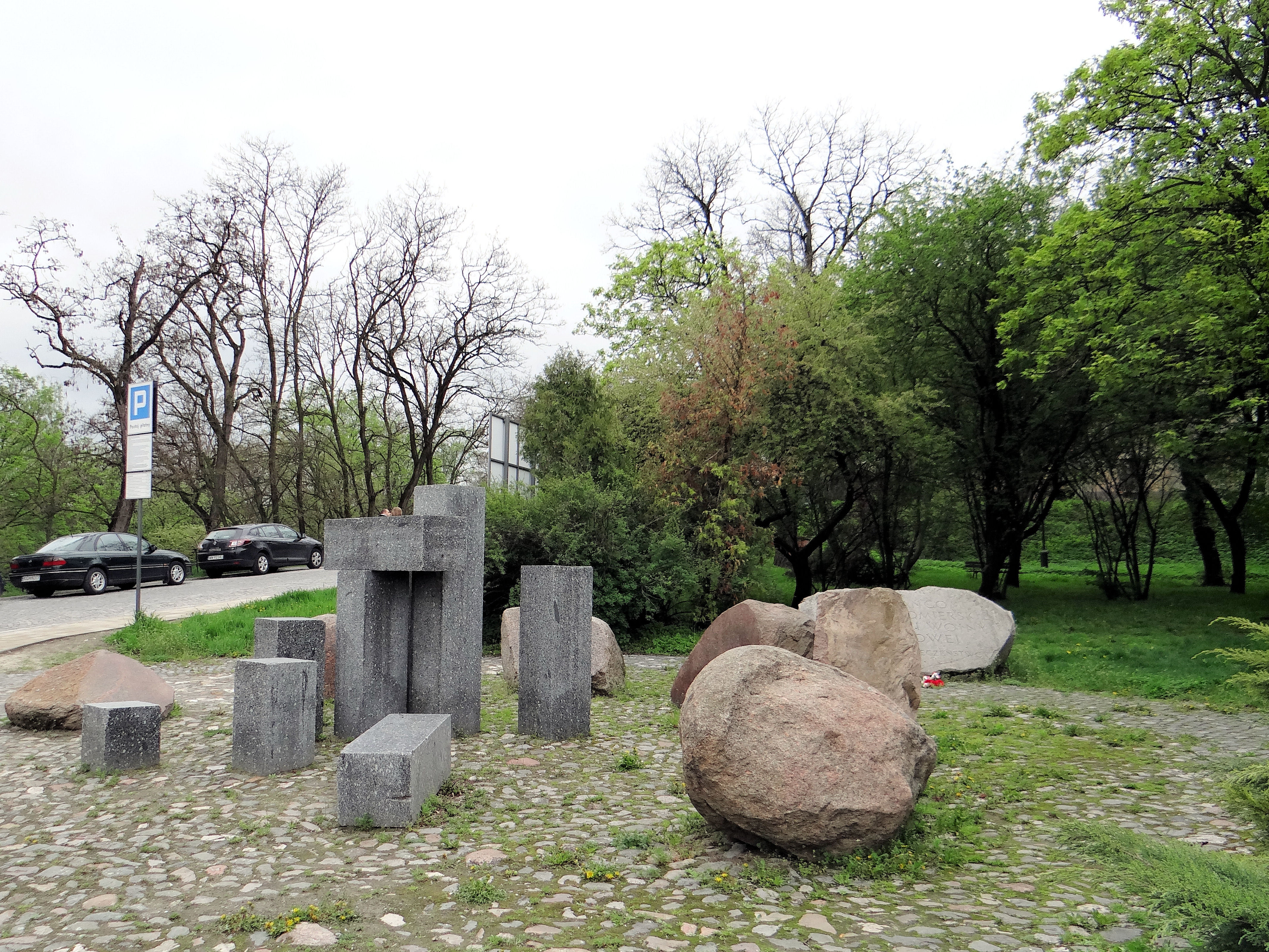
Pomnik Sandomierzan – Ofiar II wojny światowej
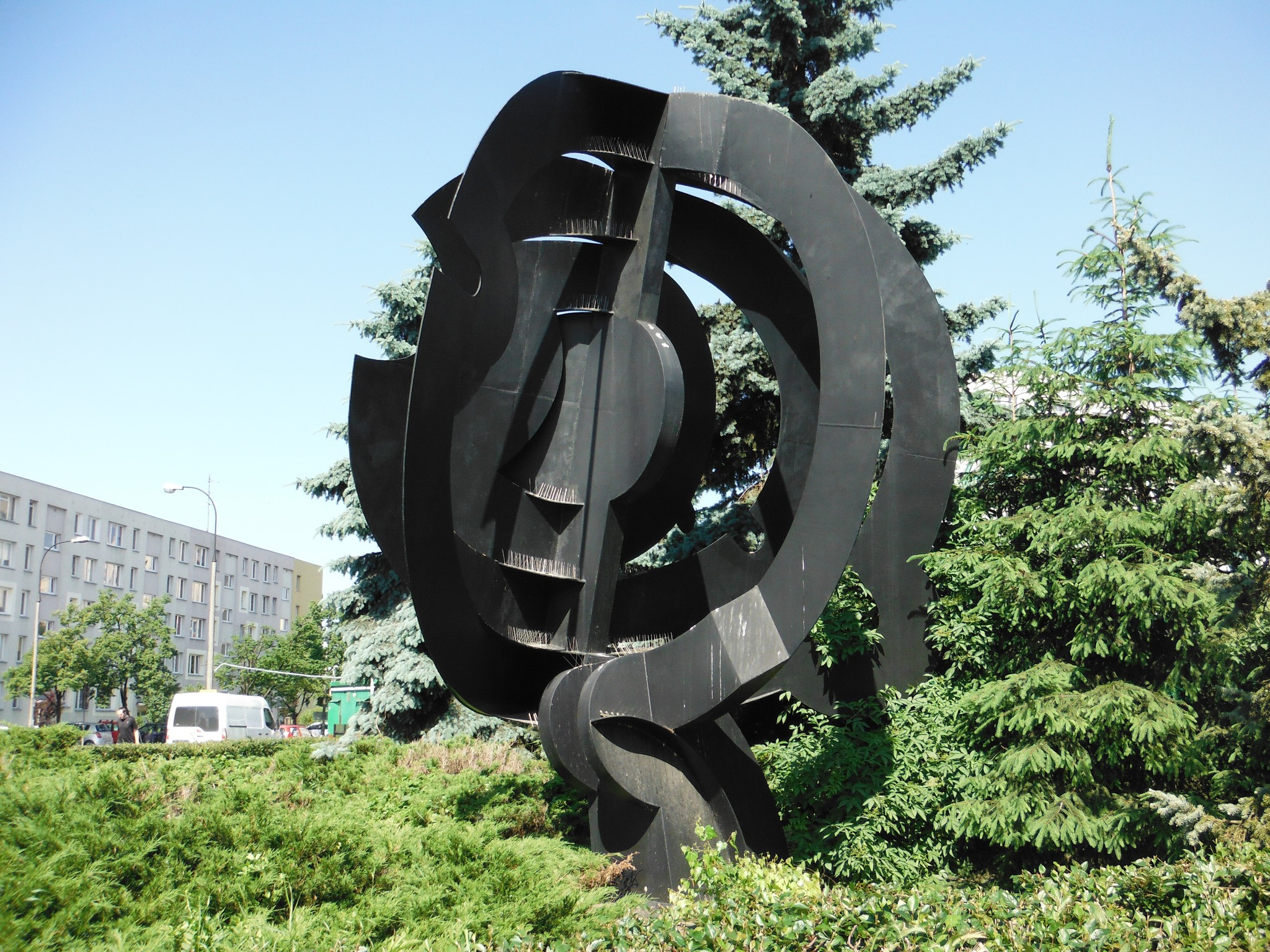
Ad Astra przy ulicy Egipskiej w Warszawie
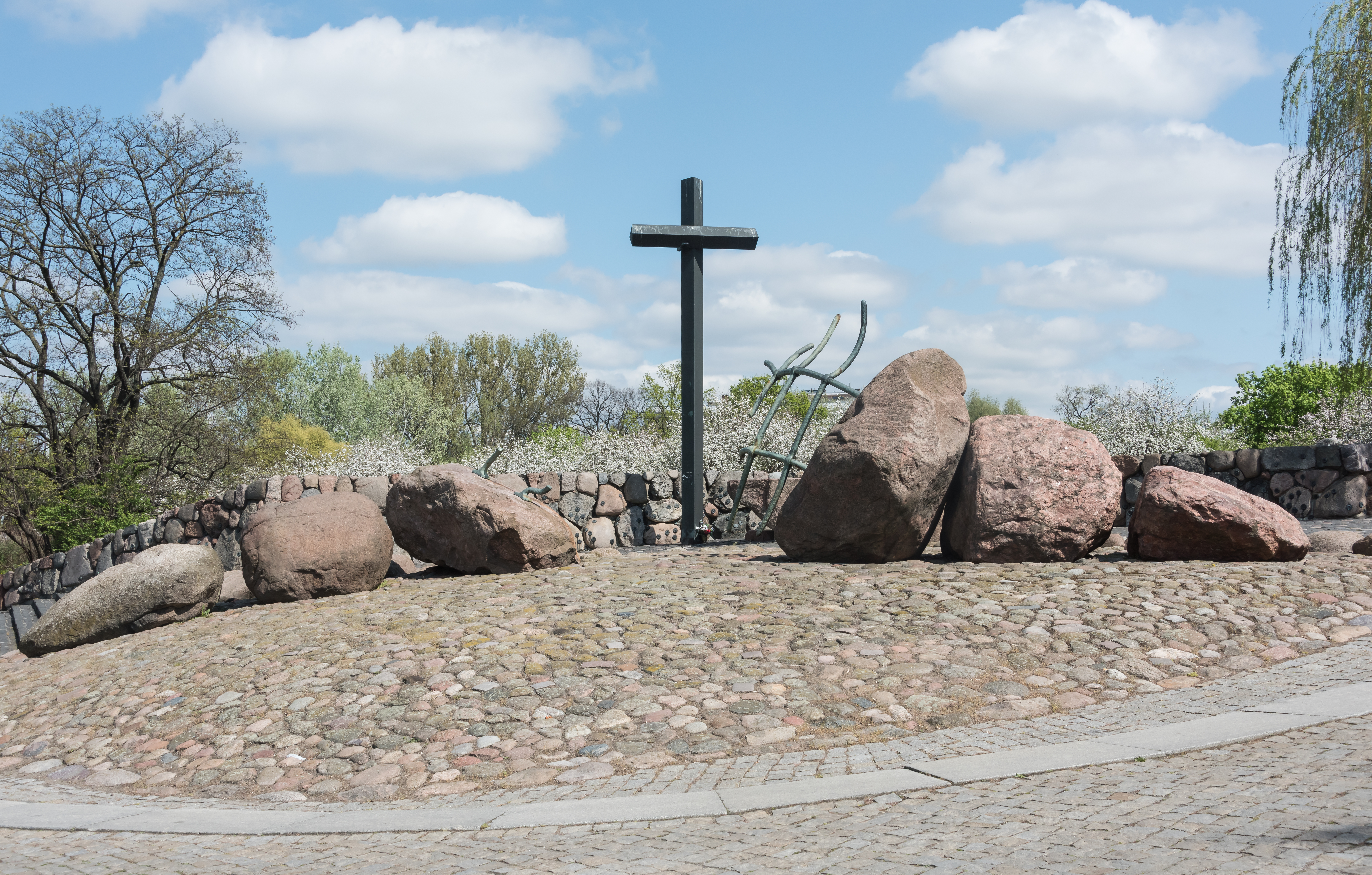
Pomnik Męczenników Terroru Komunistycznego 1944–1956 w Warszawie
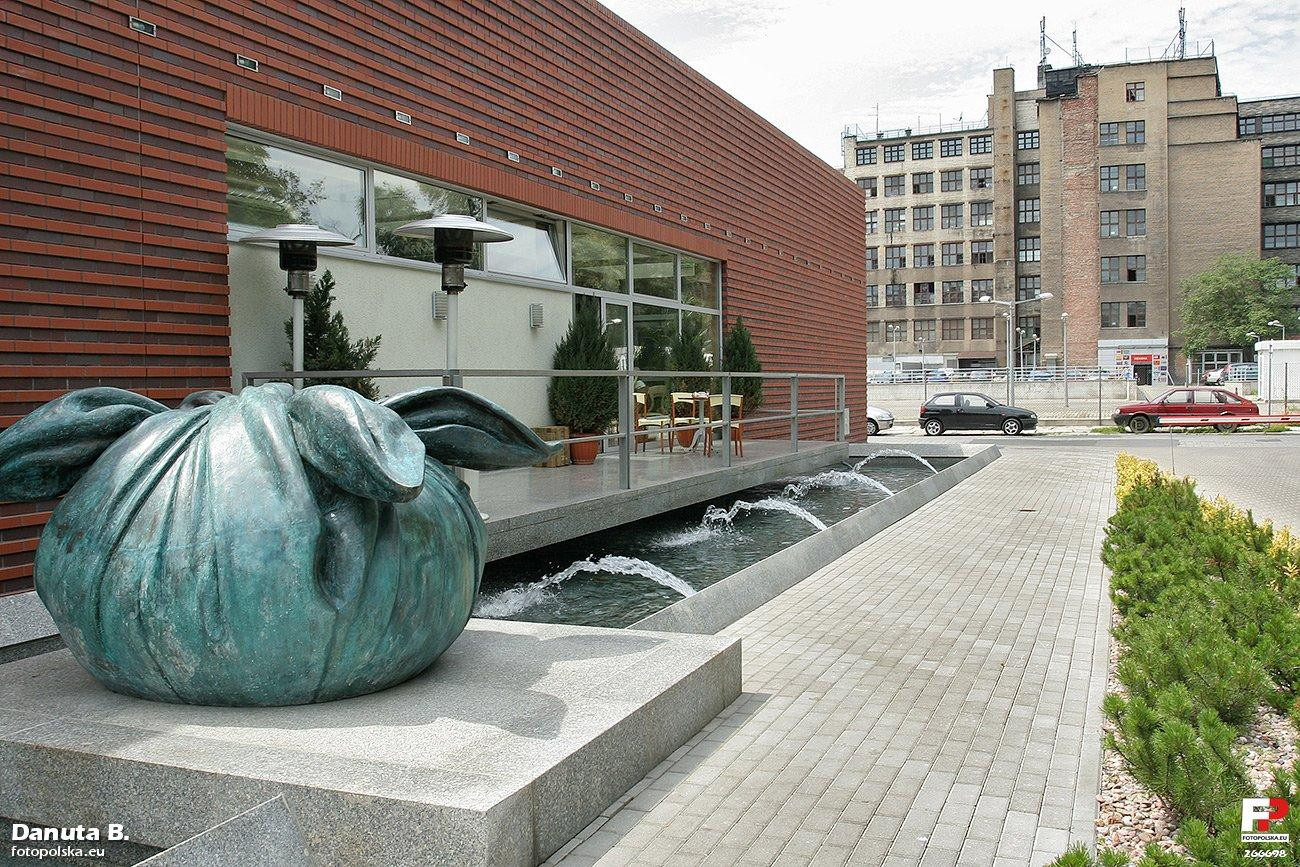
Fontanna Pamięci we Wrocławiu
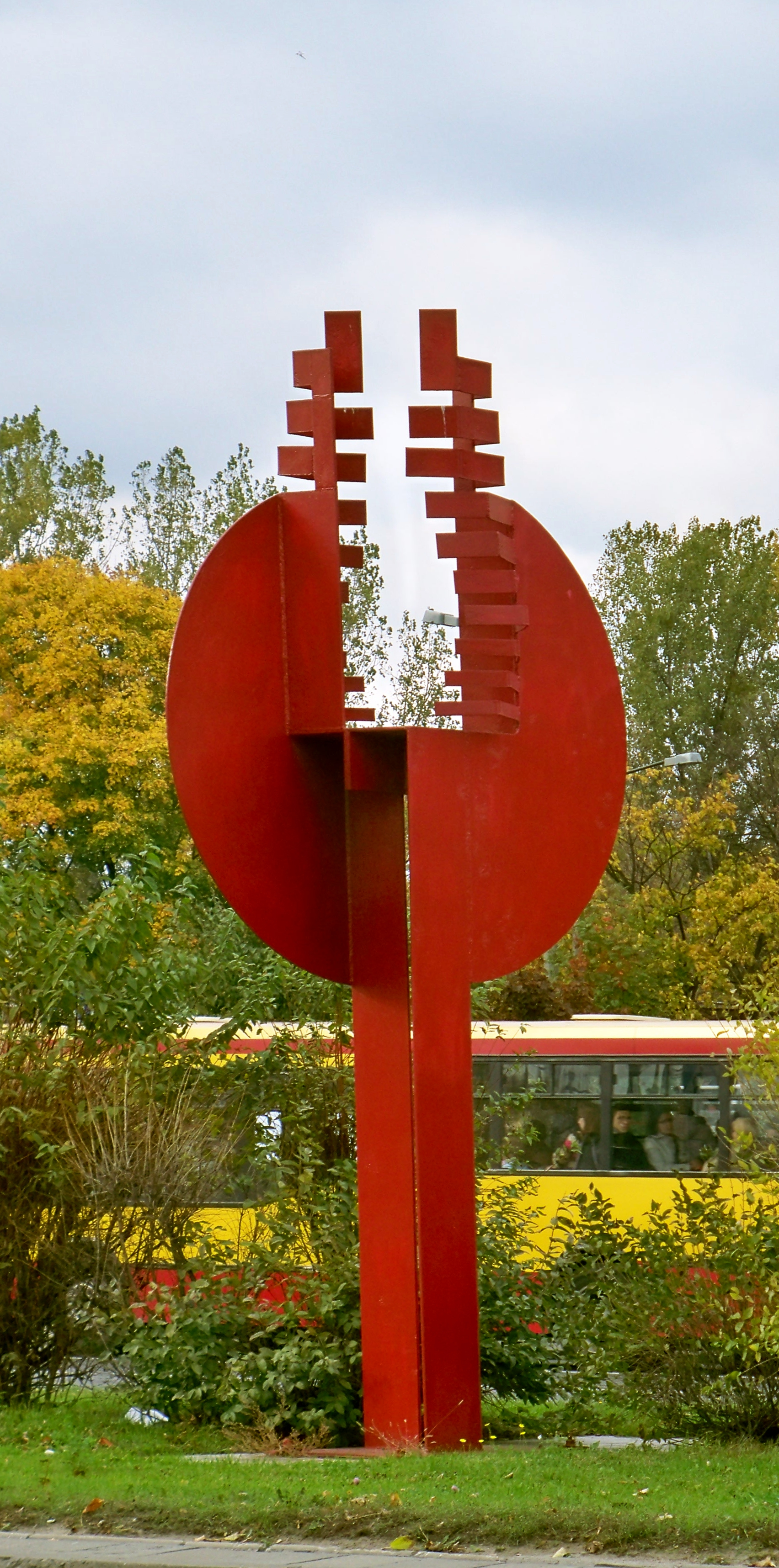
Biennal – jedna z rzeźb tzw. galerii samochodowej na ulicy Kasprzaka w Warszawie przygotowana w 1968 r. na pierwsze warszawskie Biennale Rzeźby w Metalu